# Driven
Driven is een film onder regie van Renny Harlin, met Sylvester Stallone in de hoofdrol.

## Verhaal
Indycar-kampioen Beau Brandenburg krijgt met Jimmy Bly een te duchten tegenstander voor de nieuwe wereldtitel. Joe Tanto, een renner wiens carrière door een zwaar ongeluk voortijdig werd afgebroken, krijgt de opdracht Jimmy klaar te stomen voor de strijd. Een strijd die overigens naast de omloop wordt verdergezet want Beau en Jimmy dingen ook om de gunsten van de weelderige Sophia.

## Prijzen
Driven won de prijs voor Golden Trailer en won 7 Razzies.

## Rolverdeling
| Acteur                | Personage        |
| --------------------- | ---------------- |
| Sylvester Stallone    | Joe Tanto        |
| Burt Reynolds         | Carl Henry       |
| Kip Pardue            | Jimmy Bly        |
| Stacy Edwards         | Lucretia Clan    |
| Til Schweiger         | Beau Brandenburg |
| Gina Gershon          | Cathy Heguy      |
| Estella Warren        | Sophia Simone    |
| Cristián de la Fuente | Memo Moreno      |
| Robert Sean Leonard   | Demille Bly      |